# Тежък атомен подводен крайцер със стратегическо предназначение
Тежък атомен подводен крайцер със стратегическо предназначение, според руската класификация – ТРПКСН – (на руски: Тяжёлый ракетный подводный крейсер стратегического назначения) – Тежък подводен крайцер със стратегическо предназначение) е кораб, клас атомни подводни лодки, въоръжени с балистични ракети, предназначени за нанасянето на ракетни удари по стратегически важните военно-промишлени обекти на противника. От РПКСН се отличава с по-голямата водоизместимост и размери.

## Подводниците от проект 941 „Акула“
Този клас включва само един проект, ТРПКСН от проекта 941 „Акула“, които до 2019 г. ще стоят на въоръжение във ВМФ на Русия. Корабите на този проект имат водоизместимост от 48 000 тона, а РПКСН имат водоизместимост до 24 000 тона.
Първоначално са планирани за строеж 7 лодки от този проект, но по клаузите на договора САЛТ-1 серията е ограничена до шест кораба (седмият кораб от серията – ТК-210 – е разкомплектован на стапела).

## Интересни факти
- На 17 февруари 2004 г. по време на стратегически командно-щабных учения на борда на АПЛ „Архангелск“ присъства Владимир Путин[1].
- Водоизместимостта на АПЛ от проекта „Акула“ е по-голяма от водоизместимостта на ТАВКР „Адмирал Горшков“[2].
- Дължината на подводниците от проекта 941 „Акула“ е от 170 (ТК-208) до 173,1 m (ТК-20), а ширината – 23 m.